# Дівяцькі пагорби
Дівяцькі пагорби (Diviacka pahorkatina) — геоморфологічна підодиниця Турчанської улоговини.. Місце розташування — округи Мартін і Турчянські Теплиці. Протікають Гайський потік і Козячий потік.